# Pietro Cavallini
Pietro Cavallini (ur. ok. 1250, zm. ok. 1330) – włoski malarz i mozaikarz późnego średniowiecza.
Pochodził prawdopodobnie z Rzymu. Stworzył w Rzymie szkołę, która miała dość szeroki wpływ, zanim nie upadła polityczna i artystyczna ranga Rzymu (gdy w 1305 papieże zamieszkali w Awinionie, a Giotto malował już freski w Padwie rozsławiając szkołę florencką).
Pierwsza odnotowana praca: cykl mozaik do bazyliki San Paolo fuori le Mura, ze scenami staro- i nowotestamentowymi (1277-1285), zniszczone w pożarze w 1823.

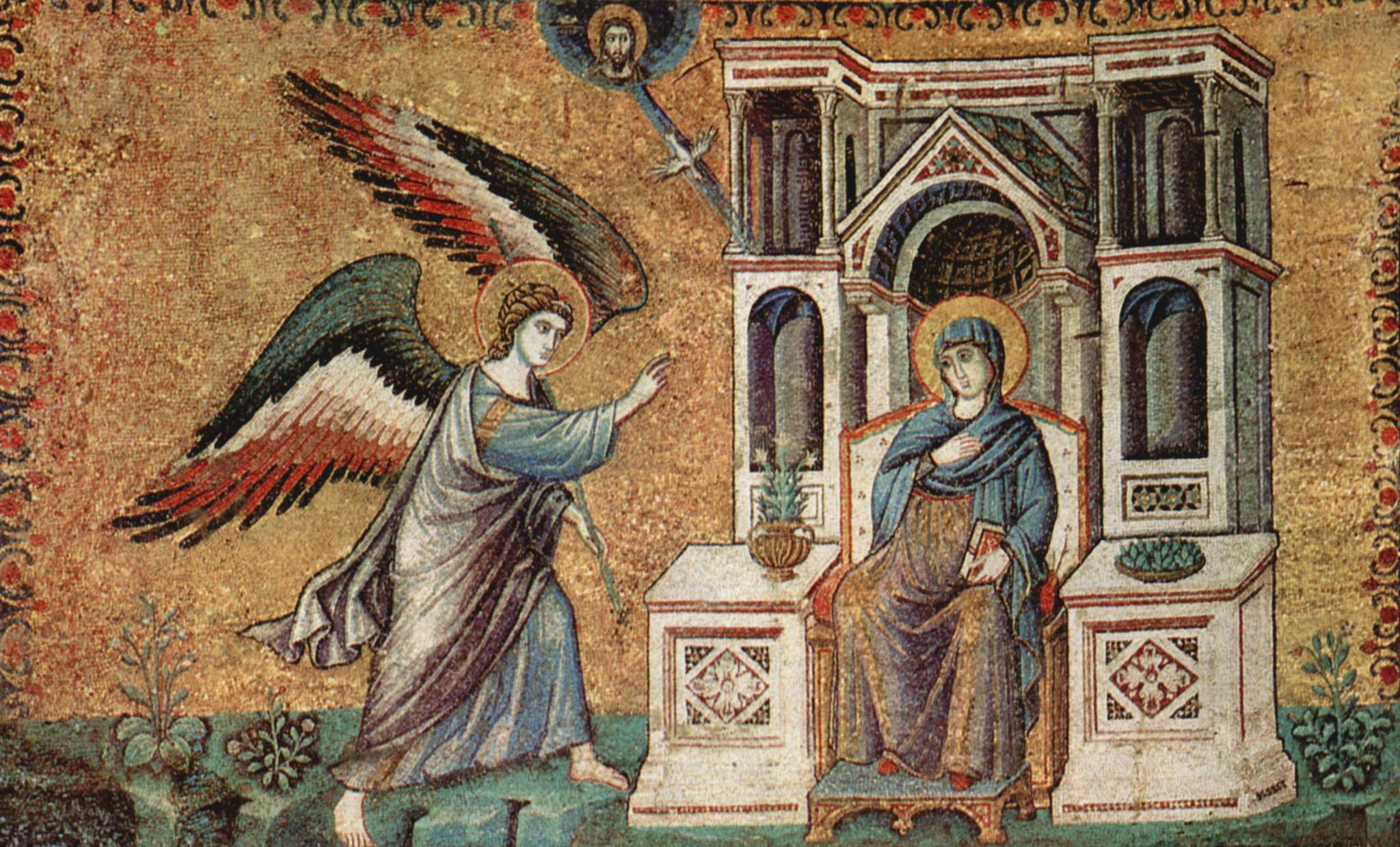
Pietro Cavallini, Zwiastowanie, bazylika Santa Maria in Trastevere, Rzym

W pierwszym kościele na Zatybrzu rzymskim – bazylice NMP na Zatybrzu – stworzył w apsydzie mozaiki przedstawiające sceny z życia Marii:
- Narodzenie Marii
- Zwiastowanie
- Narodziny Jezusa
- Pokłon Trzech Króli
- Wizyta w Świątyni
- Zaśnięcie

Mistrzowskie dzieło stworzył w bazylice św. Cecylii na Zatybrzu w Rzymie, zapewne około 1293. Malowidła, ukazujące Sąd Ostateczny, doskonale prezentują styl Cavalliniego (tzw. rzymski naturalizm), szukającego sposobów oddania głębi przestrzeni, modelującego twarze miękkim światłocieniem, stosując żywe zestawienia barw o pięknym wydźwięku.
Szczątki fresku w rzymskiej bazylice odsłonięto w 1900 roku. W połowie XV wieku – jak zanotował Lorenzo Ghiberti – całe wnętrze bazyliki pokrywały freski Cavalliniego.
Przypisuje mu się także:
Malowidła w apsydzie kościele św. Jerzego na Velabrum w Rzymie (na podstawie podobnej stylistyki), a także mozaikę Maria ze św. Sebastianem i św. Chryzogonem w apsydzie kościoła San Crisogono.
Giorgio Vasari twierdził, jakoby Cavallini był uczniem Giotta, nie jest to jednak prawdą. Giotto znał prace rzymskiego kolegi i jego sztuka oddziaływała na niego.